# Rautavaara
Pour les articles homonymes, voir Rautavaara.
Rautavaara est une municipalité de l'est de la Finlande. Elle fait partie de la province de Finlande orientale et de la région de Savonie du Nord.

## Géographie
Son économie repose sur la forêt et l'extraction de la tourbe pour fournir de l'énergie. La commune, située aux confins de la Savonie, de la Carélie et du Kainuu, compte parmi les densités de population les plus faibles de pays hors de la Laponie. Cet isolement en a fait une des dernières communes du pays à recevoir l'électricité (en compagnie d'autres communes isolées du nord de la Savonie du Nord et de l'est de la Carélie du Nord : Moins de 20 % des foyers sont électrifiés en 1960, cas unique dans le pays. Le seuil des 50 % n'est franchi qu'en 1968, et en 1970 avec 55 % la commune fait toujours partie des dernières même si elle a refait une partie de son retard sur des municipalités très étendues comme Suomussalmi. Pour l'accès à l'eau courante, le seuil des 50 % est franchi en 1972.
La commune partage le parc national de Tiilikkajärvi avec Sotkamo, sa voisine du nord (Kainuu).
Outre Sotkamo, elle est bordée par les municipalités de Valtimo au nord-est, Nurmes à l'est, Juuka au sud-est (toutes 3 en Carélie du Nord), Juankoski et Nilsiä au sud, Varpaisjärvi au sud-est et enfin Sonkajärvi au nord-ouest.

## Démographie
Depuis 1980, la démographie de Rautavaara a évolué comme suit, :
| Année      | 1980  | 1985  | 1990  | 1995  | 2000  | 2005  |
| ---------- | ----- | ----- | ----- | ----- | ----- | ----- |
| Population | 3 468 | 3 196 | 2 977 | 2 779 | 2 377 | 2 090 |

| Année      | 2010  | 2015  | 2020  |
| ---------- | ----- | ----- | ----- |
| Population | 1 872 | 1 737 | 1 606 |

## Politique et administration

### Conseil municipal
Les 15 conseillers municipaux sont répartis comme suit:
| Parti     | Parti                              | Sièges 2021–2025 |
| --------- | ---------------------------------- | ---------------- |
|           | Parti social-démocrate de Finlande | 4                |
|           | Vrais Finlandais                   | 1                |
|           | Parti de la Coalition nationale    | 0                |
|           | Parti du centre                    | 5                |
|           | Alliance de gauche                 | 3                |
|           | Chrétiens-démocrates               | 2                |
| Sources : |                                    |                  |

## Jumelages
| Ville | Ville        | Pays | Pays    |
| ----- | ------------ | ---- | ------- |
|       | Kristinehamn |      | Suède   |
|       | Võru         |      | Estonie |

## Galerie

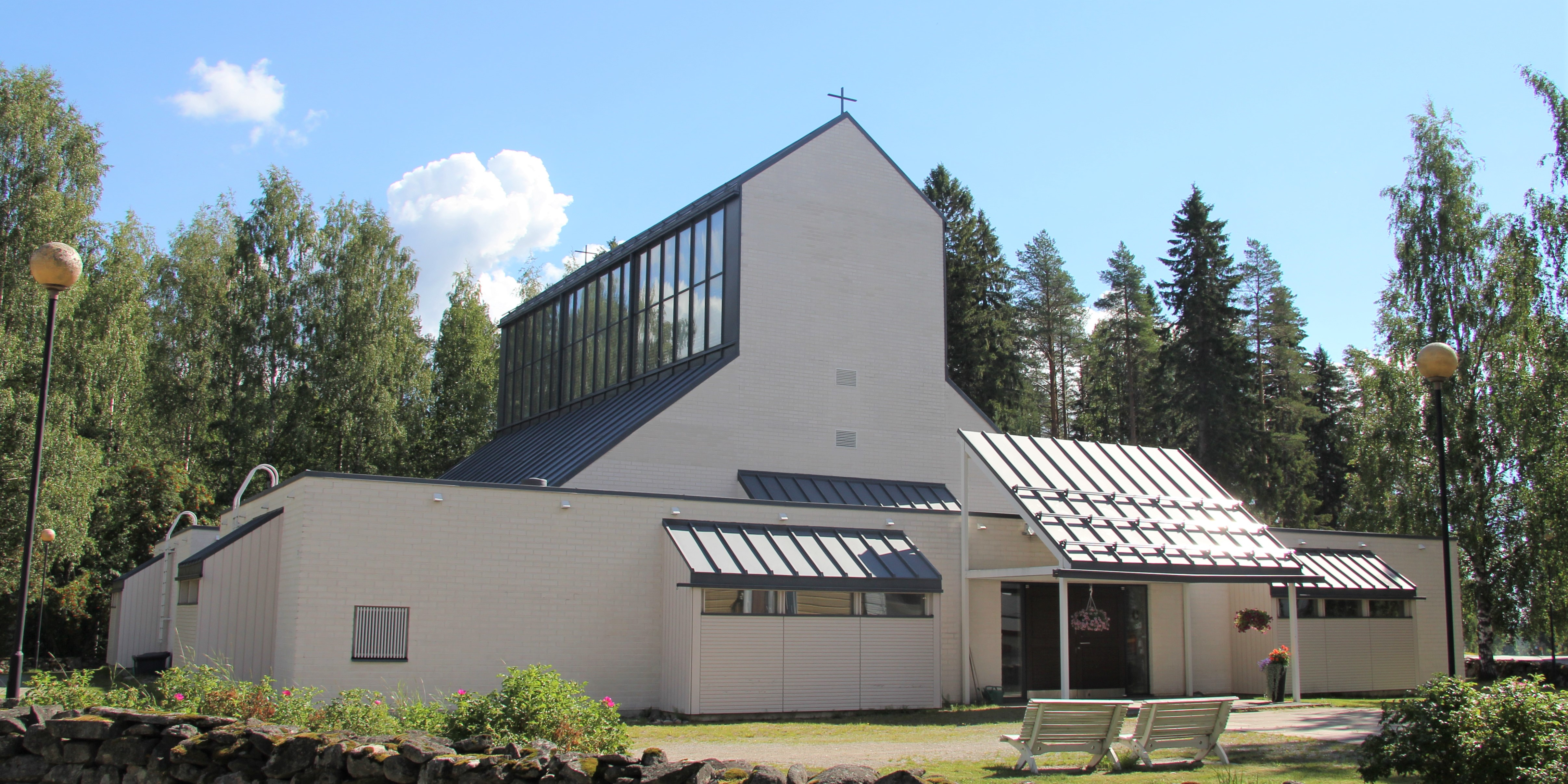
Église de Rautavaara
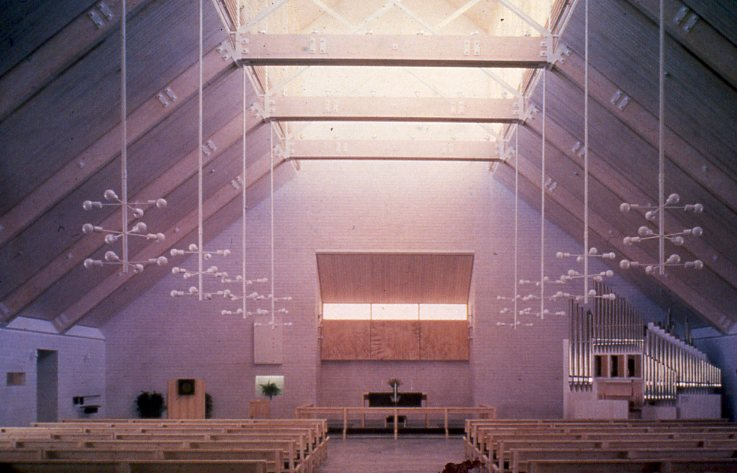
Église de Rautavaara
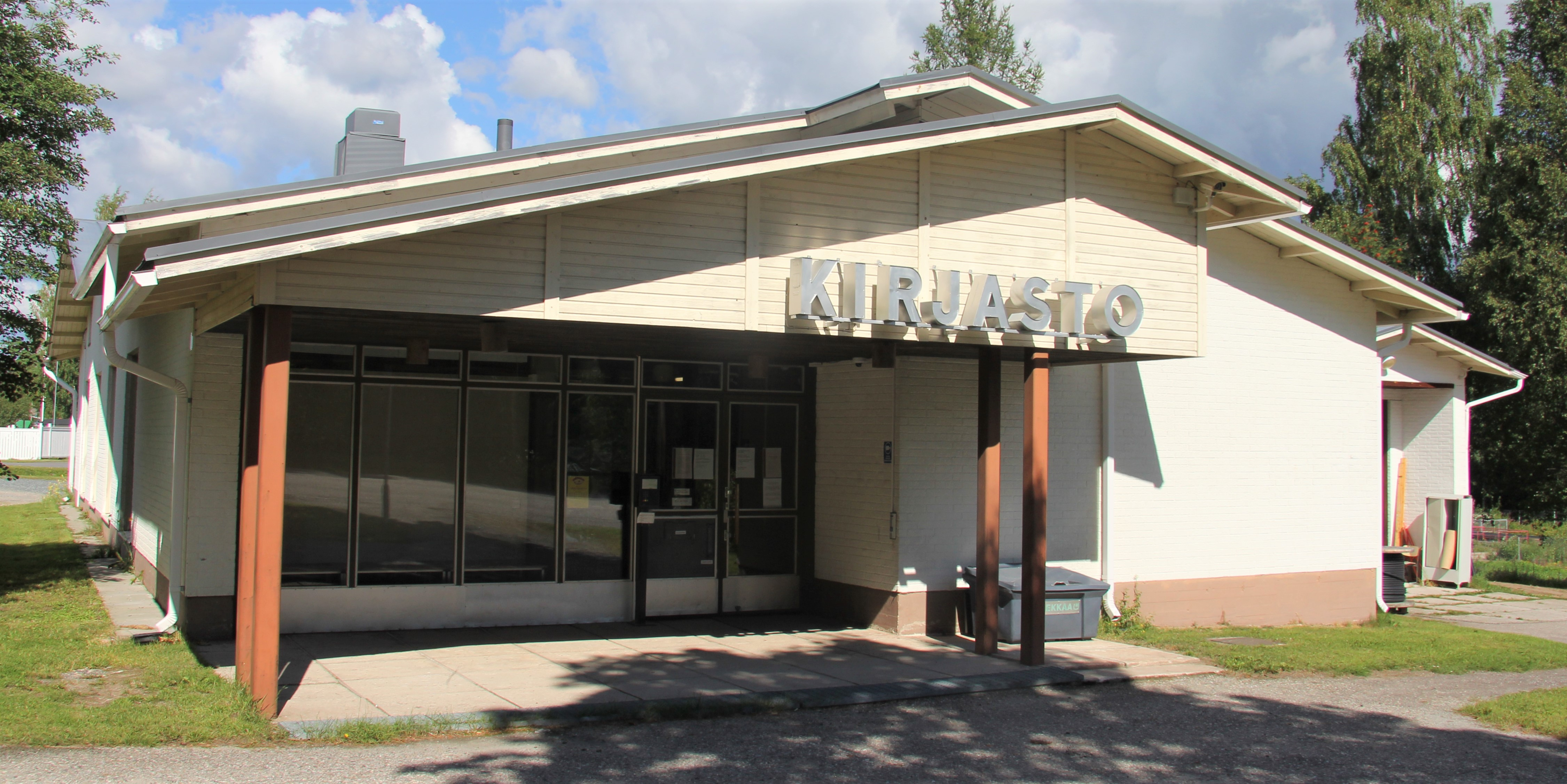
Bibliothèque municipale de Rautavaara.
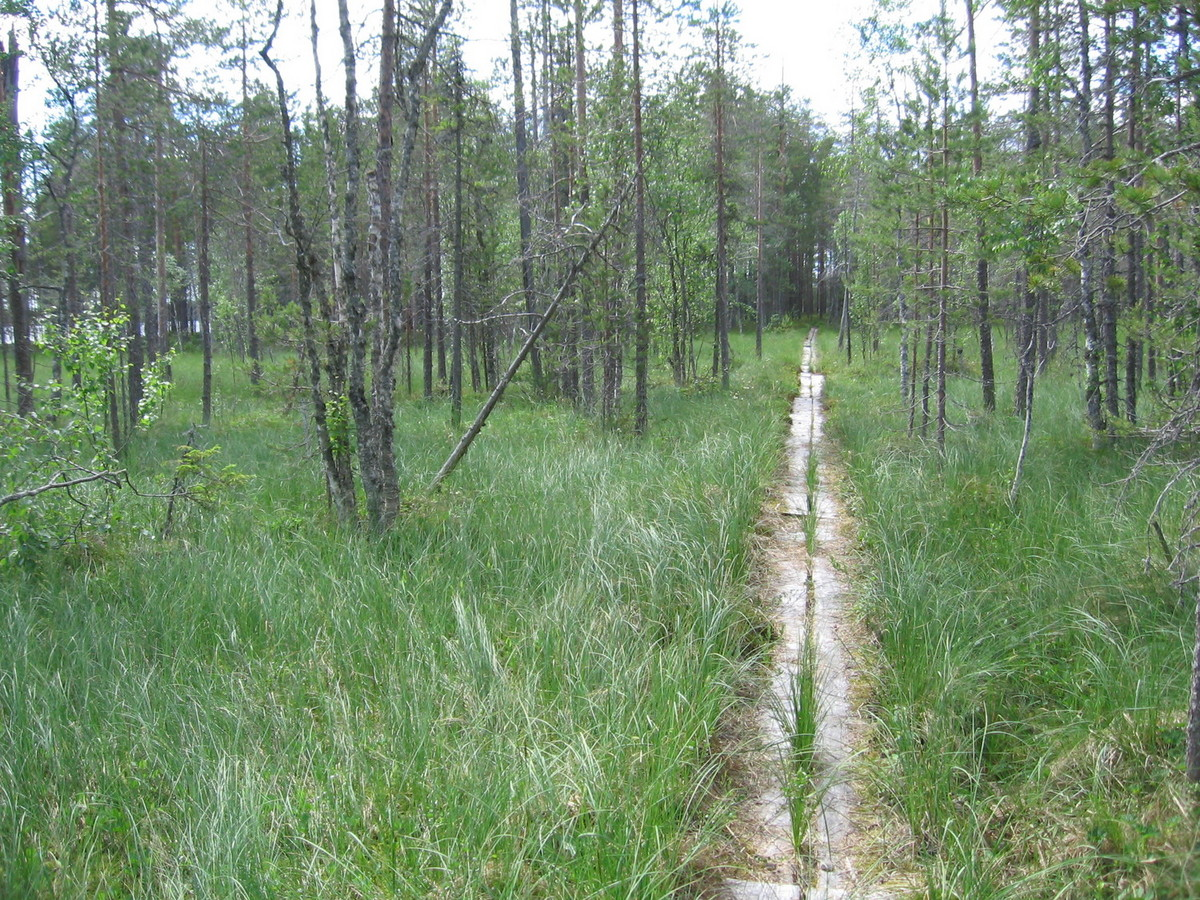
Parc national de Tiilikkajärvi
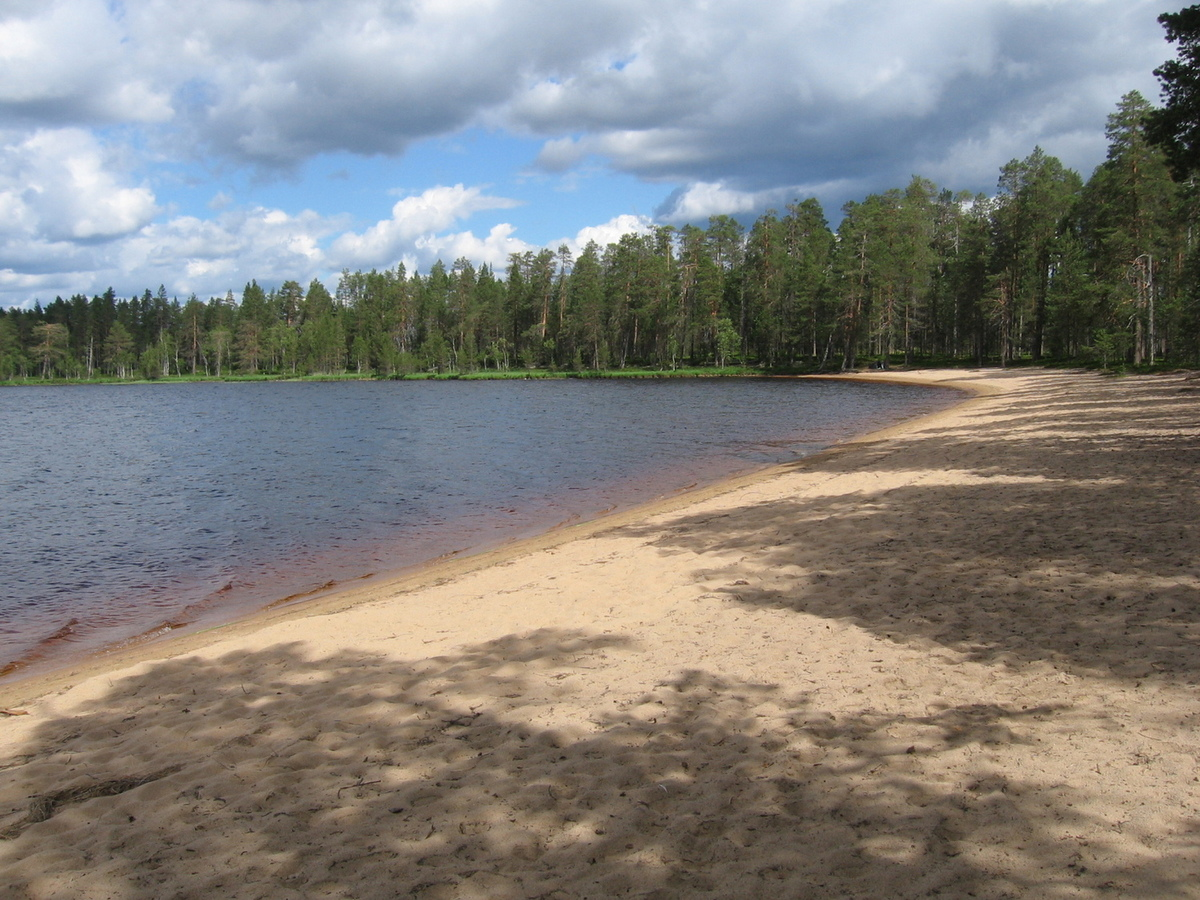
Parc national de Tiilikkajärvi
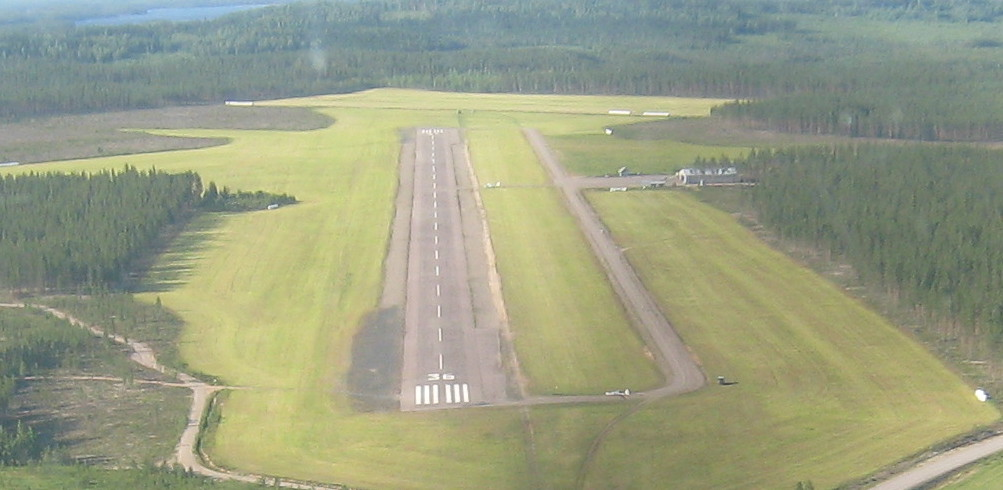
Aérodrome de Rautavaara.